# Елизаветинское сельское поселение (Мордовия)
Елизаветинское се́льское поселе́ние — упразднённое муниципальное образование в Большеберезниковском районе Мордовии Российской Федерации.
Административный центр — село Елизаветинка.

## История
Статус и границы сельского поселения установлены Законом Республики Мордовия от 1 декабря 2004 года № 95-З «Об установлении границ муниципальных образований Большеберезниковского муниципального района, Большеберезниковского муниципального района и наделении их статусом сельского поселения и муниципального района».
Упразднено в 2019 году с включением всех населённых пунктов в Починковское сельское поселение.

## Население
| 2002 | 2010 | 2012 | 2013 | 2014 | 2015 | 2016 |
| ---- | ---- | ---- | ---- | ---- | ---- | ---- |
| 371  | ↘317 | ↘311 | ↘300 | ↘284 | ↘270 | ↘266 |
| 2017 | 2018 | 2019 |      |      |      |      |
| ↗277 | ↘262 | ↘254 |      |      |      |      |

## Состав сельского поселения
| № | Населённый пункт | Тип населённого пункта | Население |
| - | ---------------- | ---------------------- | --------- |
| 1 | Елизаветинка     | село                   | ↘272      |
| 2 | Петровка         | село                   | ↘45       |